# Kambo hav
Kambo hav är en sjö i Lindesbergs kommun i Västmanland och ingår i Norrströms huvudavrinningsområde.